# Felipe Melo
Felipe Melo de Carvalho, noto semplicemente come Felipe Melo (Volta Redonda, 26 giugno 1983), è un ex calciatore brasiliano, di ruolo centrocampista.

## Biografia
Prima d'intraprendere la carriera calcistica praticava jiu jitsu brasiliano. È sposato con Roberta e ha quattro figli: tre maschi, David (che milita come calciatore nel Fluminense insieme al padre), Luke e Linyker, e una femmina, Pietra. Fa parte dell'associazione Atleti di Cristo.

## Caratteristiche tecniche
Dotato di forte personalità, caratteristica che gli è valsa il soprannome di Comandante, Felipe Melo è un centrocampista centrale la cui collocazione preferita è quella di mediano. La sua grande foga agonistica lo porta a ricevere spesso sanzioni disciplinari.

## Carriera

### Club

#### Gli esordi in Brasile e l'esperienza spagnola
Felipe Melo inizia la sua carriera da professionista nel Flamengo giocando dal 2001 al 2003 collezionando 23 presenze e 3 gol. Nel 2003 si trasferisce al Cruzeiro giocando 31 partite e segnando 2 reti. L'anno successivo viene ceduto al Grêmio nel quale gioca 19 partite segnando 4 goal.
Nel 2005 firma con il Maiorca, dove però gioca solo 7 partite non segnando neanche un gol. Nello stesso anno viene venduto al Racing Santander con il quale gioca fino al 2007 collezionando in due anni 49 presenze e 6 reti.
Nella stagione 2007-2008 gioca nell'Almeria, dove disputa la prima divisione spagnola mettendo a segno anche 7 reti in 34 presenze; i tifosi almeriensi lo hanno eletto, tramite un sondaggio online, miglior giocatore dell'annata.

#### Fiorentina e Juventus

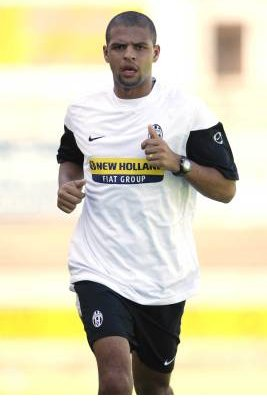
Melo ai tempi della Juventus

Il 2 giugno 2008 viene ufficializzato dalla Fiorentina il suo passaggio in viola per 8 milioni di euro. Debutta il 12 agosto, durante l'andata del preliminare di Champions League contro lo Slavia Praga. L'esordio in campionato avviene il 30 agosto contro la Juventus (1-1), mentre la prima rete in maglia viola arriva contro l'Atalanta (2-1), il 9 novembre. Il giocatore chiude la stagione con 29 presenze e 2 gol in campionato, una presenza in Coppa Italia e 9 presenze nelle coppe europee (7 in Champions League e 2 in Coppa UEFA) per un totale di 39 presenze e 2 gol.
Il 15 luglio 2009 la Juventus ufficializza l'acquisto del giocatore per 25 milioni di euro. Debutta in maglia bianconera il 30 agosto seguente, nella vittoriosa trasferta di campionato contro la Roma, segnando anche il gol dell'1-3 finale. Con la Juventus, tuttavia, disputerà un campionato al di sotto delle aspettative, soprattutto a fronte dell'elevato prezzo d'acquisto, e per tali motivi, nel periodo torinese, vive un rapporto conflittuale sia con la stampa sportiva sia, a volte, con i tifosi, complici anche alcuni comportamenti sopra le righe; tra questi, durante Juventus-Parma (1-4) del 6 gennaio 2011, assesta un calcio all'avversario Massimo Paci che gli costa l'espulsione e tre giornate di squalifica.
Lascia la Juventus dopo due stagioni, collezionando 78 presenze e 4 reti totali.

#### Galatasaray

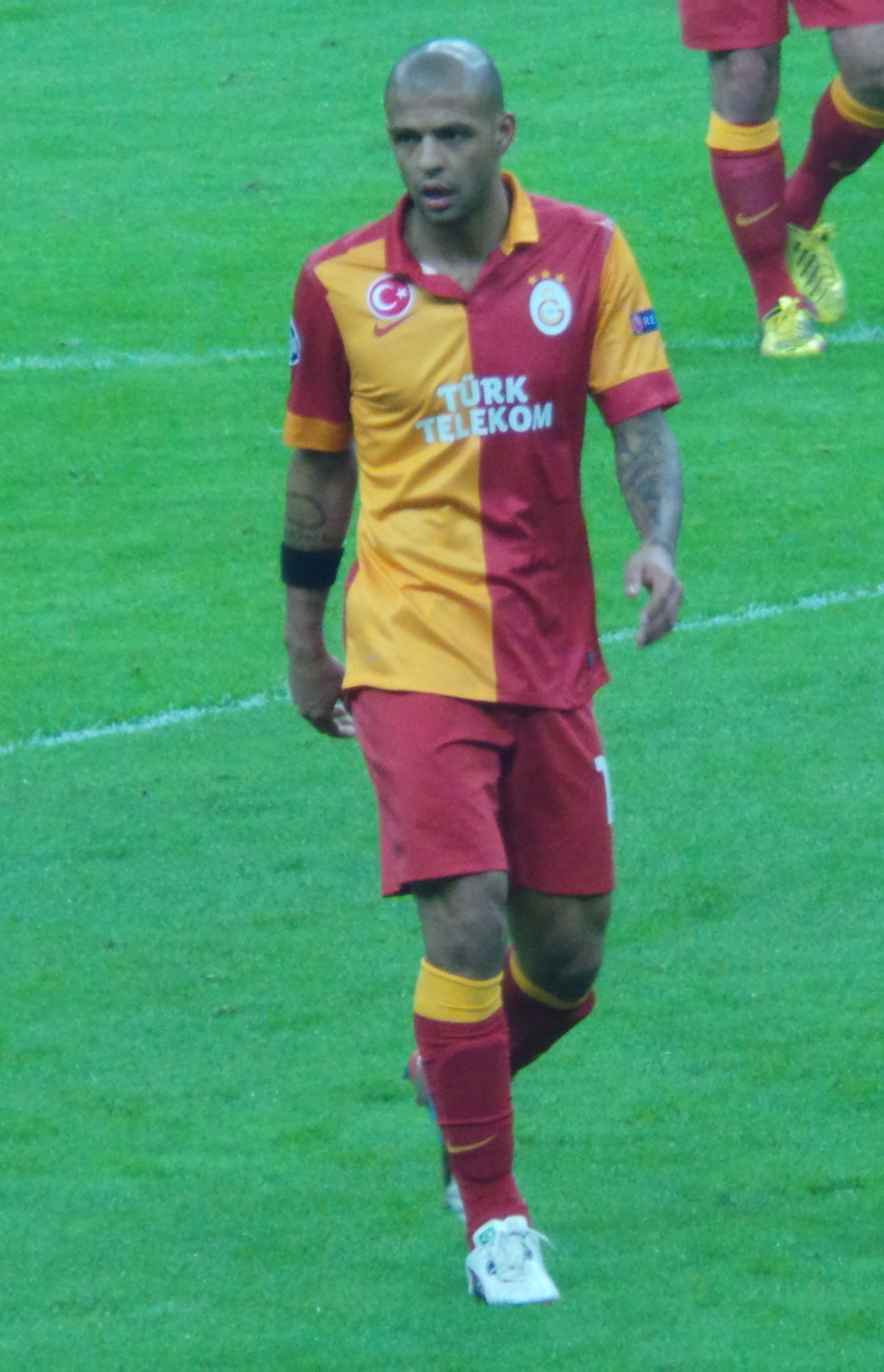
Felipe Melo in campo col Galatasaray

Il 22 luglio 2011 viene ceduto in prestito oneroso al Galatasaray per 1,5 milioni di euro con diritto di riscatto fissato a 13 milioni. In Süper Lig segna 3 gol nelle prime 5 partite ufficiali diventando anche il rigorista della squadra. Chiude il campionato con 30 presenze e 10 gol realizzati, grazie ai suoi gol il Galatasaray conquista i Play-off per il titolo di Turchia. Il 12 maggio 2012 vince, insieme al Galatasaray, i play-off per il titolo e così conquista il titolo di campione di Turchia; conclude i play-off con 6 partite giocate nelle quali ha segnato 2 gol. Il 10 agosto 2012, Felipe Melo torna alla squadra turca in prestito oneroso di 1,75 milioni con diritto di riscatto fissato a 6,5 milioni.
Il 24 novembre 2012, negli ultimi minuti della partita tra Elazığspor e Galatasaray valida per la 13ª giornata di campionato, il portiere Fernando Muslera è stato espulso all'89'; Felipe Melo lo ha sostituito e ha parato il rigore che ha permesso alla sua squadra di vincere 1-0 grazie alla rete segnata precedentemente da Yekta Kurtuluş.
Il 30 giugno 2013 la società turca non esercita il diritto di riscatto sul cartellino del giocatore, che torna quindi momentaneamente alla Juventus; il 20 luglio 2013 viene però acquistato a titolo definitivo dal Galatasaray per 3,75 milioni di euro, con bonus di 0,5 milioni a seguito del raggiungimento di determinati obiettivi sportivi da parte del Galatasaray nelle prossime stagioni.

#### Inter
Il 31 agosto 2015 viene ceduto a titolo definitivo all'Inter per 3,7 milioni di euro (più eventuali bonus), dove ritrova come tecnico Roberto Mancini, che lo aveva già allenato in Turchia. Sceglie per la sua nuova avventura nerazzurra di indossare il numero 83. Esordisce come titolare nel derby della Madonnina vinto 1-0 sul Milan offrendo subito un'ottima prestazione. Il 23 settembre segna il primo gol nella vittoria per 1-0 contro l'Hellas Verona. Offre buone prestazioni fino al 20 dicembre, quando, contro la Lazio, prima causa il rigore che vale alla squadra milanese la seconda sconfitta in campionato e poi, nel finale, è autore di un intervento falloso ai danni di Lucas Biglia che gli costa l'espulsione e tre giornate di squalifica. In seguito non riesce a ripetersi come nella prima parte di stagione e chiude l'anno con 28 presenze e 1 gol.
La stagione seguente finisce ai margini della rosa con i nuovi allenatori Frank de Boer prima e Stefano Pioli poi, giocando solo 10 partite; in tutto con l'Inter in un anno e mezzo ha giocato quindi 38 partite e segnato 1 gol.

#### Palmeiras, Fluminense e ritiro
Il 12 gennaio 2017 viene ufficializzato il trasferimento in prestito di Felipe Melo al Palmeiras. Nel 2018 vince il campionato brasiliano. L'8 novembre 2020, nel corso della gara contro il Vasco da Gama, si frattura la caviglia sinistra; ciò nonostante il 30 gennaio 2021 vince la Coppa Libertadores contro il Santos, e si ripete il 27 novembre dello stesso anno, nell'edizione successiva, contro il Flamengo.
Il 13 dicembre 2021 firma con il Fluminense. Il 4 novembre 2023 vince la Coppa Libertadores, la terza a livello personale e la prima per il club, contro il Boca Juniors. Il 24 gennaio 2025 comunica ufficialmente il suo ritiro dal calcio giocato.

### Nazionale
Il 26 gennaio 2009 riceve la sua prima convocazione con la maglia del Brasile da parte del commissario tecnico Dunga, in vista dell'amichevole contro l'Italia del 10 febbraio, dove peraltro esordisce da titolare. Alla terza presenza, in una gara contro il Perù, mette a segno il suo primo gol con la Seleção.
Il 28 giugno seguente conquista la Confederations Cup da titolare, segnando anche un gol a Pretoria nella finale contro gli Stati Uniti.
Viene convocato da Dunga per il campionato del mondo 2010 in Sudafrica, dove i verdeoro vengono eliminati ai quarti di finale contro i Paesi Bassi (2-1): in quest'ultima partita inizia bene, fornendo l'assist a Robinho per il gol del vantaggio, ma poi rimedia un'espulsione con un pestone ad Arjen Robben. L'eliminazione crea malcontento in patria, con critiche indirizzate per lo più verso Dunga e lo stesso Felipe Melo.
Dopo il mondiale sudafricano non è stato più convocato in nazionale.

## Statistiche

### Presenze e reti nei club
Statistiche aggiornate al 21 settembre 2024.
| Stagione                | Squadra                 | Campionato              | Campionato | Campionato | Coppe nazionali | Coppe nazionali | Coppe nazionali | Coppe continentali | Coppe continentali | Coppe continentali | Altre coppe | Altre coppe | Altre coppe | Totale | Totale |
| Stagione                | Squadra                 | Comp                    | Pres       | Reti       | Comp            | Pres            | Reti            | Comp               | Pres               | Reti               | Comp        | Pres        | Reti        | Pres   | Reti   |
| ----------------------- | ----------------------- | ----------------------- | ---------- | ---------- | --------------- | --------------- | --------------- | ------------------ | ------------------ | ------------------ | ----------- | ----------- | ----------- | ------ | ------ |
| 2001                    | Flamengo                | A/RJ+A                  | 0+3        | 1          | CB              | 0               | 0               | -                  | -                  | -                  | -           | -           | -           | 3      | 1      |
| 2002                    | Flamengo                | A/RJ+A                  | 15+21      | 1+2        | CB              | 0               | 0               | CL                 | 6                  | 2                  | CC+RSP      | 5+11        | 2+3         | 58     | 10     |
| gen. -apr.2003          | Flamengo                | A/RJ+A                  | 6+2        | 0          | CB              | 2               | 0               | -                  | -                  | -                  | -           | -           | -           | 10     | 0      |
| Totale Flamengo         | Totale Flamengo         | Totale Flamengo         | 21+26      | 1+3        |                 | 2               | 0               |                    | 6                  | 2                  |             | 16          | 5           | 71     | 11     |
| apr.-dic. 2003          | Cruzeiro                | M1/MG+A                 | 0+31       | 2          | CB              | 0               | 0               | CS                 | 2                  | 0                  | -           | -           | -           | 33     | 2      |
| gen. -mag.2004          | Cruzeiro                | M1/MG+A                 | 7+0        | 0          | CB              | -               | -               | CL                 | 3                  | 1                  | -           | -           | -           | 10     | 1      |
| Totale Cruzeiro         | Totale Cruzeiro         | Totale Cruzeiro         | 7+31       | 0+2        |                 | -               | -               |                    | 5                  | 1                  |             | -           | -           | 43     | 3      |
| mag.-dic. 2004          | Gremio                  | A                       | 19         | 3          | CB              | 0               | 0               | CS                 | 2                  | 0                  | -           | -           | -           | 21     | 3      |
| gen.-giu. 2005          | Maiorca                 | PD                      | 8          | 0          | CR              | -               | -               | -                  | -                  | -                  | -           | -           | -           | 8      | 0      |
| 2005-2006               | Racing Santander        | PD                      | 33         | 3          | CR              | 1               | 0               | -                  | -                  | -                  | -           | -           | -           | 34     | 3      |
| 2006-2007               | Racing Santander        | PD                      | 15         | 3          | CR              | 0               | 0               | -                  | -                  | -                  | -           | -           | -           | 15     | 3      |
| Totale Racing Santander | Totale Racing Santander | Totale Racing Santander | 48         | 6          |                 | 1               | 0               |                    | -                  | -                  |             | -           | -           | 49     | 6      |
| 2007-2008               | Almeria                 | PD                      | 34         | 7          | CR              | 1               | 0               | -                  | -                  | -                  | -           | -           | -           | 35     | 7      |
| 2008-2009               | Fiorentina              | A                       | 29         | 2          | CI              | 1               | 0               | UCL+CU             | 8+2                | 0                  | -           | -           | -           | 40     | 2      |
| 2009-2010               | Juventus                | A                       | 29         | 3          | CI              | 2               | 0               | UCL+UEL            | 6+3                | 0                  | -           | -           | -           | 40     | 3      |
| 2010-2011               | Juventus                | A                       | 29         | 1          | CI              | 2               | 0               | UEL                | 7                  | 0                  | -           | -           | -           | 38     | 1      |
| Totale Juventus         | Totale Juventus         | Totale Juventus         | 58         | 4          |                 | 4               | 0               |                    | 16                 | 0                  |             | -           | -           | 78     | 4      |
| 2011-2012               | Galatasaray             | SL                      | 30+6       | 10+2       | TK              | 0               | 0               | -                  | -                  | -                  | -           | -           | -           | 36     | 12     |
| 2012-2013               | Galatasaray             | SL                      | 26         | 1          | TK              | 0               | 0               | UCL                | 9                  | 0                  | ST          | 0           | 0           | 35     | 1      |
| 2013-2014               | Galatasaray             | SL                      | 30         | 1          | TK              | 8               | 1               | UCL                | 8                  | 1                  | ST          | 1           | 0           | 47     | 3      |
| 2014-2015               | Galatasaray             | SL                      | 20         | 1          | TK              | 7               | 1               | UCL                | 6                  | 0                  | ST          | 1           | 0           | 34     | 2      |
| ago. 2015               | Galatasaray             | SL                      | 2          | 0          | TK              | -               | -               | UCL                | -                  | -                  | ST          | 0           | 0           | 2      | 0      |
| Totale Galatasaray      | Totale Galatasaray      | Totale Galatasaray      | 108+6      | 13+2       |                 | 15              | 2               |                    | 23                 | 1                  |             | 2           | 0           | 154    | 18     |
| 2015-2016               | Inter                   | A                       | 26         | 1          | CI              | 2               | 0               | -                  | -                  | -                  | -           | -           | -           | 28     | 1      |
| 2016-gen. 2017          | Inter                   | A                       | 5          | 0          | CI              | -               | -               | UEL                | 5                  | 0                  | -           | -           | -           | 10     | 0      |
| Totale Inter            | Totale Inter            | Totale Inter            | 31         | 1          |                 | 2               | 0               |                    | 5                  | 0                  |             | -           | -           | 38     | 1      |
| 2017                    | Palmeiras               | A1/SP+A                 | 13+10      | 2+0        | CB              | 3               | 0               | CL                 | 4                  | 0                  | -           | -           | -           | 30     | 2      |
| 2018                    | Palmeiras               | A1/SP+A                 | 13+29      | 0+2        | CB              | 5               | 1               | CL                 | 8                  | 0                  | -           | -           | -           | 55     | 3      |
| 2019                    | Palmeiras               | A1/SP+A                 | 11+24      | 1+3        | CB              | 4               | 0               | CL                 | 9                  | 2                  | -           | -           | -           | 48     | 6      |
| 2020                    | Palmeiras               | A1/SP+A                 | 13+15      | 1+0        | CB              | 4               | 0               | CL                 | 6                  | 0                  | CmC         | 2           | 0           | 40     | 1      |
| 2021                    | Palmeiras               | A1/SP+A                 | 7+24       | 0+1        | CB              | 2               | 0               | CL                 | 8                  | 0                  | SdB+RS      | 1+2         | 0           | 44     | 1      |
| Totale Palmeiras        | Totale Palmeiras        | Totale Palmeiras        | 57+102     | 4+6        |                 | 18              | 1               |                    | 35                 | 2                  |             | 5           | 0           | 217    | 13     |
| 2022                    | Fluminense              | A/RJ+A                  | 6+24       | 0+0        | CB              | 4               | 0               | CL                 | 4                  | 0                  | -           | -           | -           | 38     | 0      |
| 2023                    | Fluminense              | A/RJ+A                  | 11+19      | 0+2        | CB              | 3               | 1               | CL                 | 12                 | 0                  | CmC         | 2           | 0           | 47     | 3      |
| 2024                    | Fluminense              | A/RJ+A                  | 4+10       | 0+0        | CB              | 1               | 0               | CL                 | 6                  | 0                  | RS          | 2           | 0           | 23     | 0      |
| Totale Fluminense       | Totale Fluminense       | Totale Fluminense       | 21+53      | 2          |                 | 8               | 1               |                    | 22                 | 0                  |             | 4           | 0           | 108    | 3      |
| Totale carriera         | Totale carriera         | Totale carriera         | 659        | 56         |                 | 52              | 4               |                    | 124                | 6                  |             | 27          | 5           | 862    | 71     |

### Cronologia presenze e reti in nazionale
| Cronologia completa delle presenze e delle reti in nazionale ― Brasile | Cronologia completa delle presenze e delle reti in nazionale ― Brasile | Cronologia completa delle presenze e delle reti in nazionale ― Brasile | Cronologia completa delle presenze e delle reti in nazionale ― Brasile | Cronologia completa delle presenze e delle reti in nazionale ― Brasile | Cronologia completa delle presenze e delle reti in nazionale ― Brasile | Cronologia completa delle presenze e delle reti in nazionale ― Brasile | Cronologia completa delle presenze e delle reti in nazionale ― Brasile |
| Data                                                                   | Città                                                                  | In casa                                                                | Risultato                                                              | Ospiti                                                                 | Competizione                                                           | Reti                                                                   | Note                                                                   |
| ---------------------------------------------------------------------- | ---------------------------------------------------------------------- | ---------------------------------------------------------------------- | ---------------------------------------------------------------------- | ---------------------------------------------------------------------- | ---------------------------------------------------------------------- | ---------------------------------------------------------------------- | ---------------------------------------------------------------------- |
| 10-2-2009                                                              | Londra                                                                 | Brasile                                                                | 2 – 0                                                                  | Italia                                                                 | Amichevole                                                             | -                                                                      |                                                                        |
| 29-3-2009                                                              | Quito                                                                  | Ecuador                                                                | 1 – 1                                                                  | Brasile                                                                | Qual. Mondiali 2010                                                    | -                                                                      |                                                                        |
| 1-4-2009                                                               | Porto Alegre                                                           | Brasile                                                                | 3 – 0                                                                  | Perù                                                                   | Qual. Mondiali 2010                                                    | 1                                                                      |                                                                        |
| 6-6-2009                                                               | Montevideo                                                             | Uruguay                                                                | 0 – 4                                                                  | Brasile                                                                | Qual. Mondiali 2010                                                    | -                                                                      |                                                                        |
| 10-6-2009                                                              | Porto Alegre                                                           | Brasile                                                                | 2 – 1                                                                  | Paraguay                                                               | Qual. Mondiali 2010                                                    | -                                                                      | 37’                                                                    |
| 15-6-2009                                                              | Bloemfontein                                                           | Brasile                                                                | 4 – 3                                                                  | Egitto                                                                 | Conf. Cup 2009 - 1º turno                                              | -                                                                      |                                                                        |
| 18-6-2009                                                              | Pretoria                                                               | Brasile                                                                | 3 – 0                                                                  | Stati Uniti                                                            | Conf. Cup 2009 - 1º turno                                              | 1                                                                      |                                                                        |
| 21-6-2009                                                              | Pretoria                                                               | Italia                                                                 | 0 – 3                                                                  | Brasile                                                                | Conf. Cup 2009 - 1º turno                                              | -                                                                      |                                                                        |
| 25-6-2009                                                              | Johannesburg                                                           | Sudafrica                                                              | 0 – 1                                                                  | Brasile                                                                | Conf. Cup 2009 - Semifinale                                            | -                                                                      | 31’                                                                    |
| 28-6-2009                                                              | Johannesburg                                                           | Brasile                                                                | 3 – 2                                                                  | Stati Uniti                                                            | Conf. Cup 2009 - Finale                                                | -                                                                      | 25’                                                                    |
| 12-8-2009                                                              | Tallinn                                                                | Estonia                                                                | 0 – 1                                                                  | Brasile                                                                | Amichevole                                                             | -                                                                      | 86’                                                                    |
| 5-9-2009                                                               | Rosario                                                                | Argentina                                                              | 1 – 3                                                                  | Brasile                                                                | Qual. Mondiali 2010                                                    | -                                                                      |                                                                        |
| 9-9-2009                                                               | Salvador                                                               | Brasile                                                                | 4 – 2                                                                  | Cile                                                                   | Qual. Mondiali 2010                                                    | -                                                                      | 50’                                                                    |
| 14-11-2009                                                             | Doha                                                                   | Brasile                                                                | 1 – 0                                                                  | Inghilterra                                                            | Amichevole                                                             | -                                                                      |                                                                        |
| 17-11-2009                                                             | Mascate                                                                | Oman                                                                   | 0 – 2                                                                  | Brasile                                                                | Amichevole                                                             | -                                                                      | 46’                                                                    |
| 2-3-2010                                                               | Londra                                                                 | Irlanda                                                                | 0 – 2                                                                  | Brasile                                                                | Amichevole                                                             | -                                                                      |                                                                        |
| 2-6-2010                                                               | Harare                                                                 | Zimbabwe                                                               | 0 – 3                                                                  | Brasile                                                                | Amichevole                                                             | -                                                                      |                                                                        |
| 7-6-2010                                                               | Dar es Salaam                                                          | Tanzania                                                               | 1 – 5                                                                  | Brasile                                                                | Amichevole                                                             | -                                                                      | 45’                                                                    |
| 15-6-2010                                                              | Johannesburg                                                           | Brasile                                                                | 2 – 1                                                                  | Corea del Nord                                                         | Mondiali 2010 - 1º turno                                               | -                                                                      | 84’                                                                    |
| 20-6-2010                                                              | Johannesburg                                                           | Brasile                                                                | 3 – 1                                                                  | Costa d'Avorio                                                         | Mondiali 2010 - 1º turno                                               | -                                                                      |                                                                        |
| 25-6-2010                                                              | Durban                                                                 | Portogallo                                                             | 0 – 0                                                                  | Brasile                                                                | Mondiali 2010 - 1º turno                                               | -                                                                      | 43’ 44’                                                                |
| 2-7-2010                                                               | Port Elizabeth                                                         | Paesi Bassi                                                            | 2 – 1                                                                  | Brasile                                                                | Mondiali 2010 - Quarti di finale                                       | -                                                                      | 73’                                                                    |
| Totale                                                                 |                                                                        | Presenze                                                               | 22                                                                     |                                                                        | Reti                                                                   | 2                                                                      |                                                                        |

## Palmarès

### Club

#### Competizioni statali
- Campionato Carioca: 3

Flamengo: 2001
Fluminense: 2022, 2023
- Copa dos Campeões: 1

Flamengo: 2001
- Campionato Mineiro: 1

Cruzeiro: 2003
- Campionato paulista: 1

Palmeiras: 2020
- Taça Guanabara: 2

Fluminense: 2022, 2023

#### Competizioni nazionali
- Coppa del Brasile: 2

Cruzeiro: 2003
Palmeiras: 2020
- Campionato brasiliano: 2

Cruzeiro: 2003
Palmeiras: 2018
- Campionato turco: 3

Galatasaray: 2011-2012, 2012-2013, 2014-2015
- Supercoppa di Turchia: 2

Galatasaray: 2013, 2015
- Coppa di Turchia: 2

Galatasaray: 2013-2014, 2014-2015

#### Competizioni internazionali
- Coppa Libertadores: 3

Palmeiras: 2020, 2021
Fluminense: 2023
- Recopa Sudamericana: 1

Fluminense: 2024

### Nazionale
- Confederations Cup: 1

Sudafrica 2009